# Zac Efron
Zachary David Alexander "Zac" Efron (San Luis Obispo, Kalifornija, 18. listopada 1987.), američki glumac i pjevač. Karijeru je započeo početkom 2000-ih, a postao je poznat ulogama u filmskom serijalu High School Musical, seriji Summerland i remakeu filma Lak za kosu. Zadnju glavnu ulogu igrao je u filmu Ponovno 17, kada je glumio srednjoškolca Mikea O'Donnella.

## Privatni život
Efron je rođen u San Luis Obispou, a kasnije se seli u Arroyo Grande. Otac David Efron inženjer je u elektrani, a majka Starle Baskett bivša je sekretarica i radi zajedno s mužem. Ima mlađeg brata Dylana.
Njegov glazbeni talent otkriven je s jedanaest godina i treniran je tako da uskoro nastupa u predstavi Petar Pan i uspijeva doći u Musical Gypsy 1999. učestvovao je u 90 predstava. Nakon toga postaje član improvizacijskog teatra koji je za vrijeme njegovog članstva osvojio svjetsko prvenstvo. Nakon godinu dana traganja za novim ulogama imao je u dobi od 15 godina nekoliko nastupa u američkim serijama Firefly i Emergency Room. U seriji Summerland Beach je u početku dobio samo sporednu ulogu ali radi velike popularnosti među publikom u drugoj sezoni 2005. dobiva jednu od glavnih uloga. Nakon dvije sezone serija se prestala emitirati.
Zac Efron je od jedanaeste godine imao satove klavira, pored toga svira klarinet i gitaru.
Prekinuo je studij na Sveučilištu Southern California jer mu to filmska karijera nije dozvoljavala.

## Nastupi

### TV serije
- 2002.: Firefly
- 2003.: Melinda’s World
- 2003.: The Guardian
- 2003.: "Hitna služba" (Emergency Room)
- 2003.: The Big Wide World of Carl Laemke
- 2005.: Summerland Beach
- 2005.: CSI: Miami
- 2006.: The Replacements
- 2006.: Heist
- 2006.: Hotel Zack & Cody
- 2006.: Navy CIS

### TV filmovi
- 2004.: Miracle Run
- 2004.: Triple Play
- 2006.: If You Lived Here, You’d Be Home Now Cody
- 2006.: High School Musical
- 2007.: High School Musical 2
- 2008.: High School Musical 3

### Filmovi
- 2006.: The Derby Stallion
- 2007.: Hairspray
- 2008.: High School Musical 3
- 2008.: Ponovno 17 (2009) (17 Again)
- 2010.: Charlie St. Cloud
- 2012.: The Lucky One
- 2014.: That Awkward Moment
- 2014.: Neighbors
- 2015.: We Are Your Friends
- 2016.: Dirty Grandpa
- 2016.:Neighbours 2
- 2017.:Baywatch
- 2017.:Greatest showman

## Vanjske poveznice
- Zac Efron u internetskoj bazi filmova IMDb-u (engl.)